# Ophiomyia costaricensis
Ophiomyia costaricensis är en tvåvingeart som beskrevs av Spencer 1983. Ophiomyia costaricensis ingår i släktet Ophiomyia och familjen minerarflugor.
Artens utbredningsområde är Costa Rica. Inga underarter finns listade i Catalogue of Life.